# Calamus balerensis
Calamus balerensis är en enhjärtbladig växtart som beskrevs av Edwino S. Fernando. Calamus balerensis ingår i släktet Calamus och familjen Arecaceae. Inga underarter finns listade i Catalogue of Life.